# Cathédrale de Tarragone
La cathédrale de Tarragone ou cathédrale Sainte-Thècle (de son nom complet en espagnol : Catedral Basílica Metropolitana y Primada de Santa Tecla) est une cathédrale située dans la ville de Tarragone, dans la communauté autonome de la Catalogne en Espagne. Elle est le siège de l'archidiocèse de Tarragone.
Elle est située dans la ville haute, sur le site d'un ancien temple romain dédié à Auguste, puis d'une cathédrale wisigothe et d'une mosquée arabe. 
Elle est un mélange d'influence romanes et gothiques. Elle a été élevée au rang de basilique mineure en 1894 et déclarée "monument national" le 3 avril 1905.

## Historique

Le plan de la cathédrale.

On dispose de peu d'informations sur les origines de l'église. La première référence date de 259. Elle figure dans les textes de la Passio  Fructuosi ou Actes  du  martyre de l’évêque saint Fructueux et de ses diacres Augure et Euloge, mentionnés par saint Augustin, et mis en vers par le poète Prudence dans son Peristephanon ou Livre des  Couronnes. Ce premier diocèse, apparu sans doute dès le Ier siècle, est mis en parenthèse par l'invasion wisigoth jusqu'en 1091 lorsque le pape Urbain II nomme Berenguer Sunifred de Lluçà, évêque de Vic, archevêque de Tarragone. Puis en 1054, le Saint-Siège nomme le prélat Bernat de Tort de l'abbaye Saint-Ruf d'Avignon qui instaure un chapitre selon la règle augustinienne. Sa constitution Quoniam in primitiva Ecclesia du 30 octobre 1154 est ratifiée par Raimond-Bérenger IV de Barcelone.
La cathédrale d'origine, du début du XIIe siècle, avait peut-être une seule nef et une grande abside, et était de style architectural roman. À l'époque, l'attention était portée sur les éléments défensifs, tels que le clocher massif, annexé à la sacristie. Un nouveau projet a été lancé en 1195, modifiant le plan de l'église en basilique, ajoutant deux nefs et un transept avec quatre nouvelles absides secondaires, couvertes par des voûtes d'arêtes de style gothique. La construction a bénéficié des dons des évêques et des rois Alphonse II et Pierre IV d'Aragon.
Une partie du nouvel édifice fut ouverte au culte sous l'évêque Aspàreg de la Barca (1215-1234). En 1250, Pere d'Albalat ordonna la construction d'une tour surmontée d'un dôme au-dessus du transept, et en 1277, Bartolomeu de Girona fut chargé de la réalisation du portail principal. Le tympan et les figures d'apôtres de ce dernier ont toutefois été exécutés par Jaume Cascalls (es) et son atelier (dont Jordi de Déu) vers 1375. La nouvelle cathédrale fut consacrée par l'archevêque Jean d'Aragon et d'Anjou, fils du roi Jacques II, en 1331.
Des travaux de restauration de la cathédrale ont été menés en 1999-2001, qui ont révélé sous la nef des traces d'un temple consacré à l'empereur romain Auguste.

## Architecture
Une niche en marbre de 1,26 mètre de haut se trouve au sein de la cathédrale ; son inscription nomme Abd al-Rahman III et indique l'année 960 ; elle présente un très bel encadrement sculpté de tresses et de rinceaux qui sont de pur style califal.
Cette niche est certainement le Mihrab de la grande mosquée de Tarragone à l'époque.

## Galerie

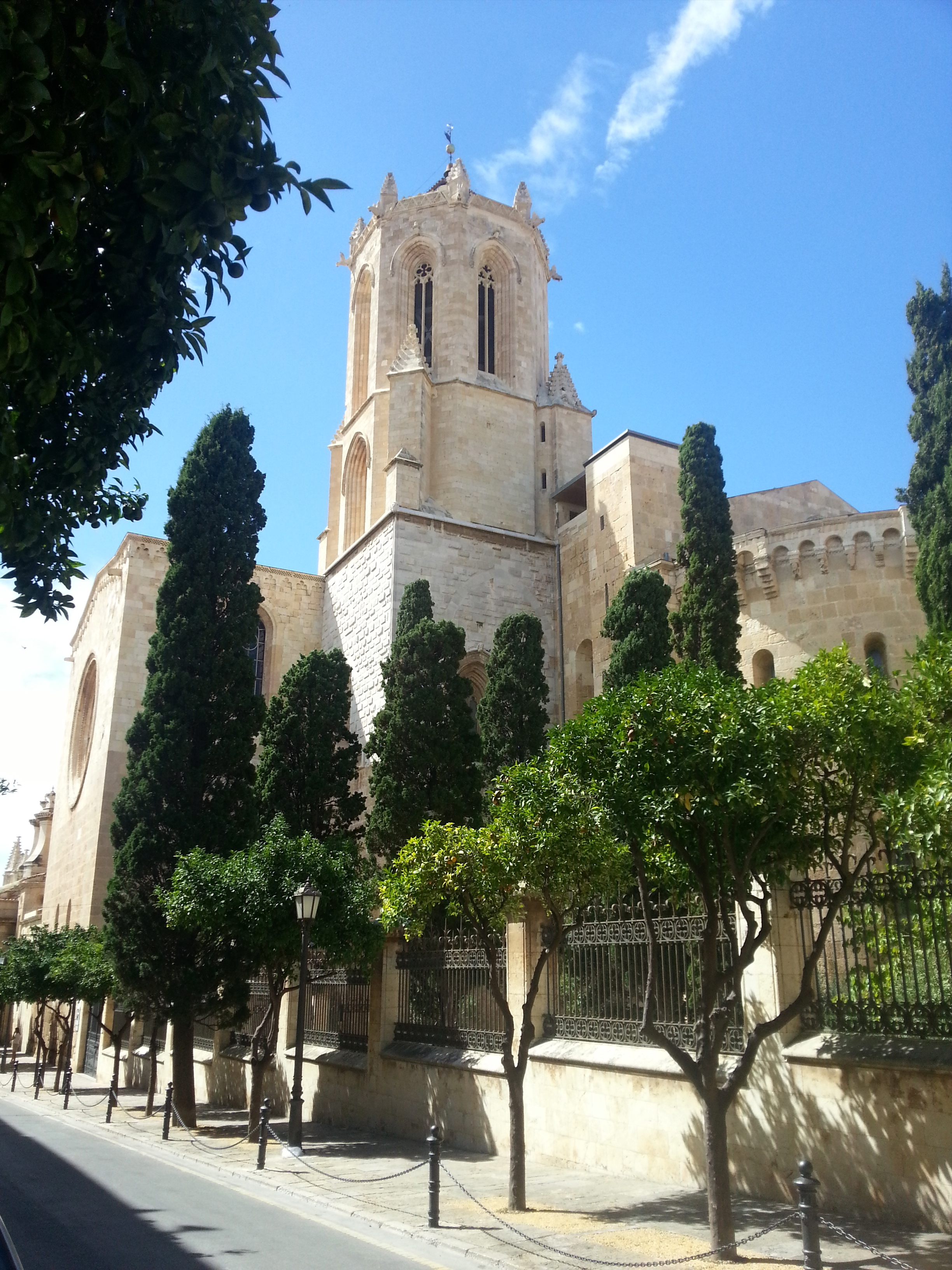
La tour clocher.
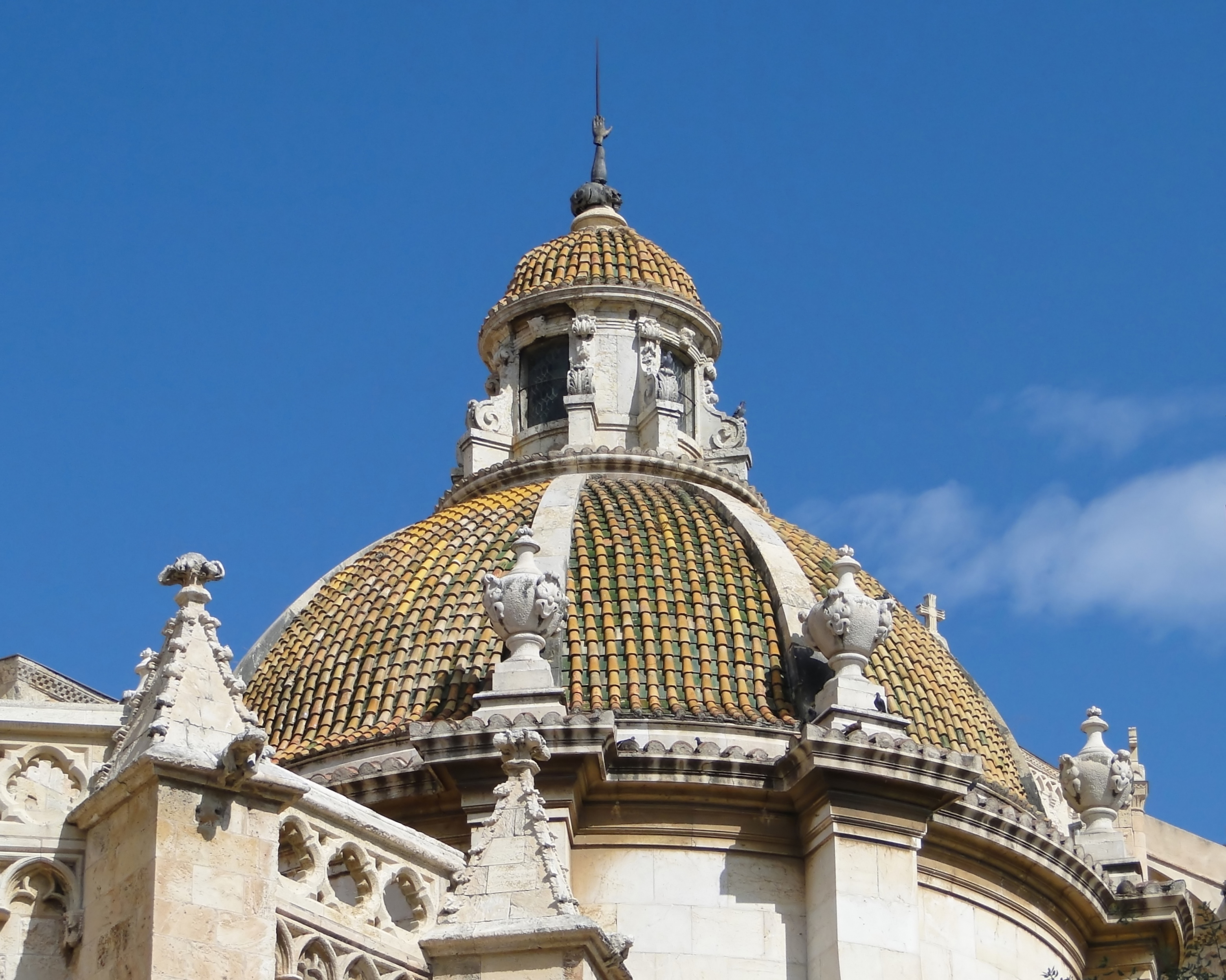
Le dôme.
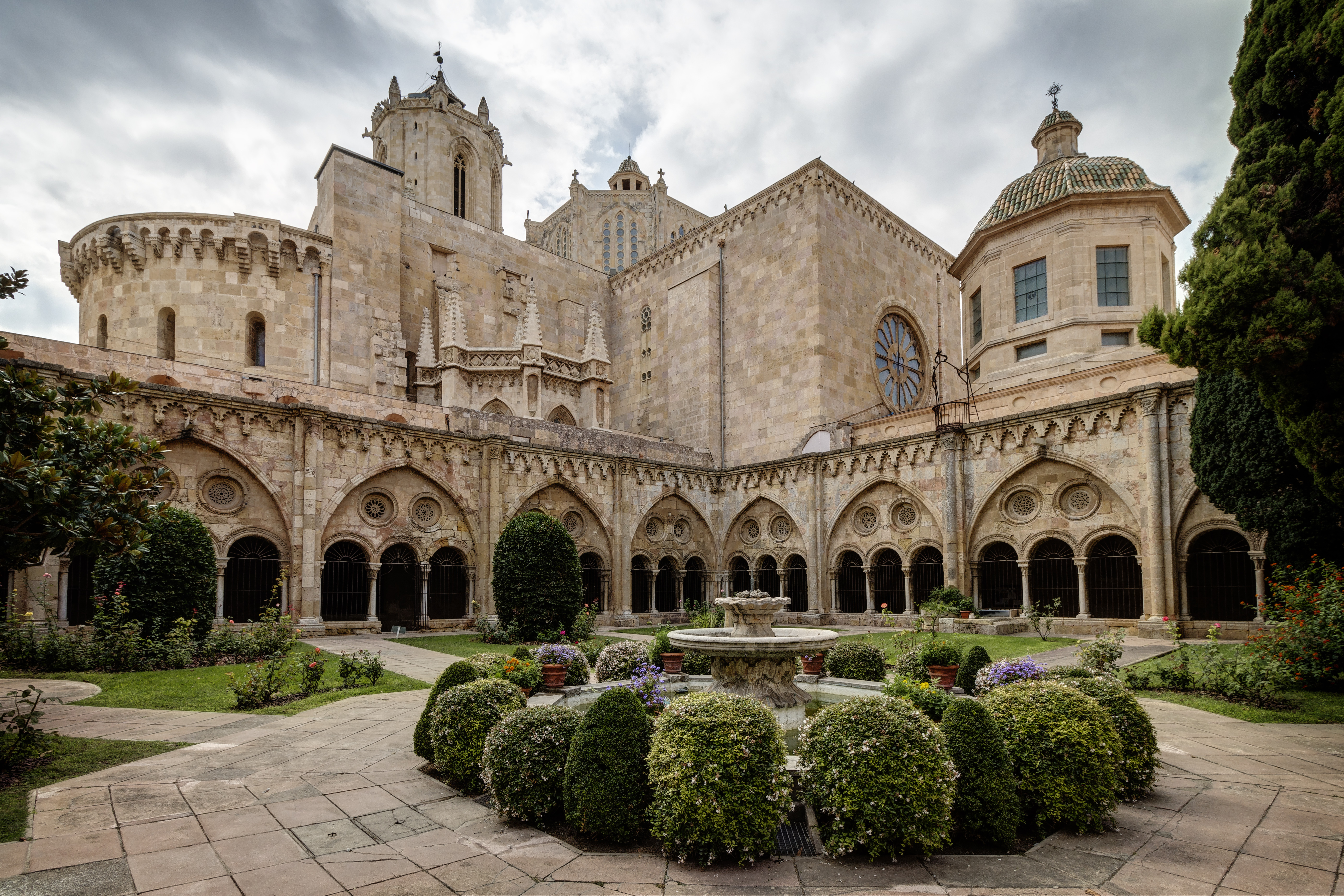
La cathédrale vue du cloître.
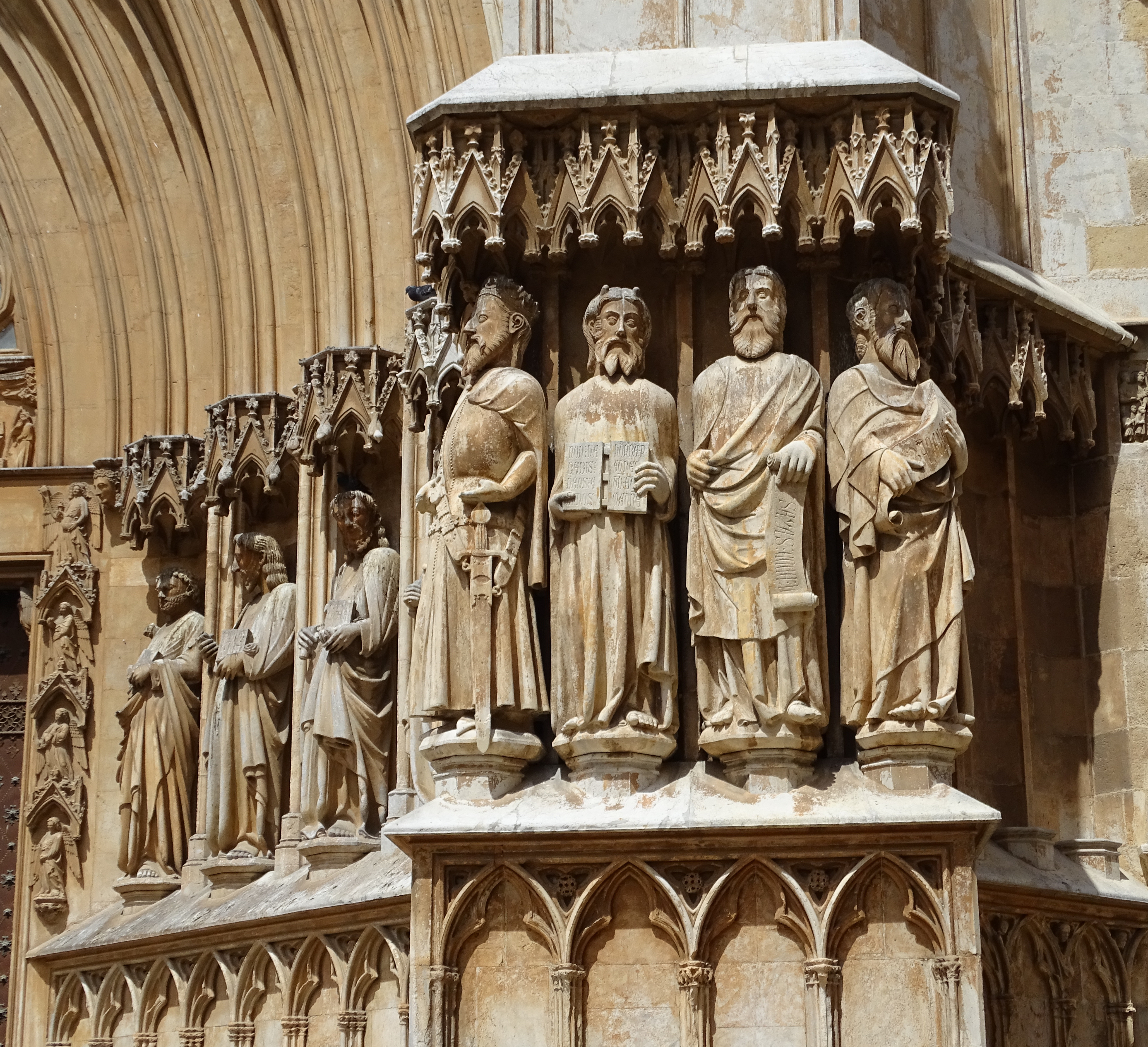
Quelques sculptures du portail principal.
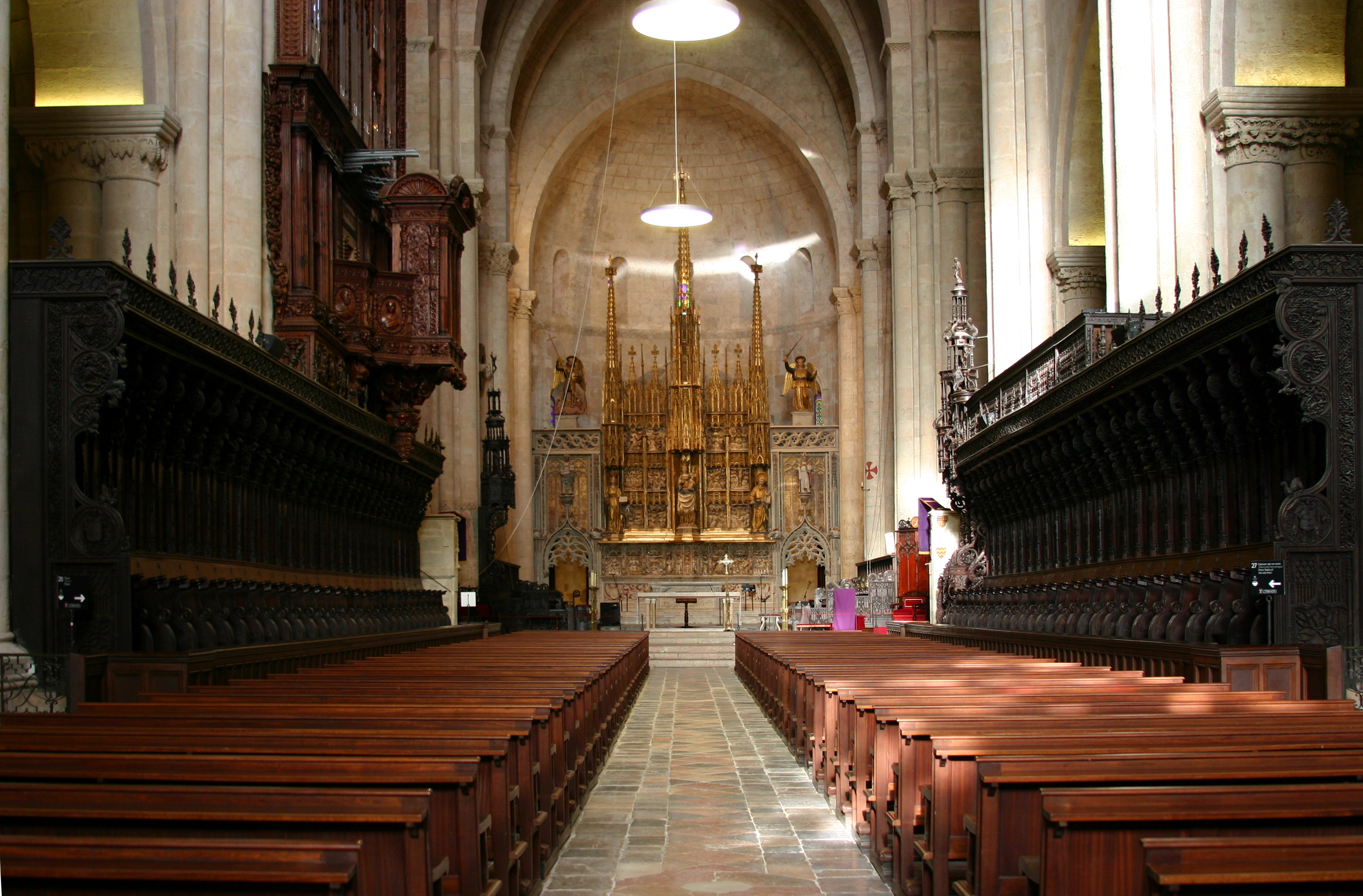
La nef vers le chœur.
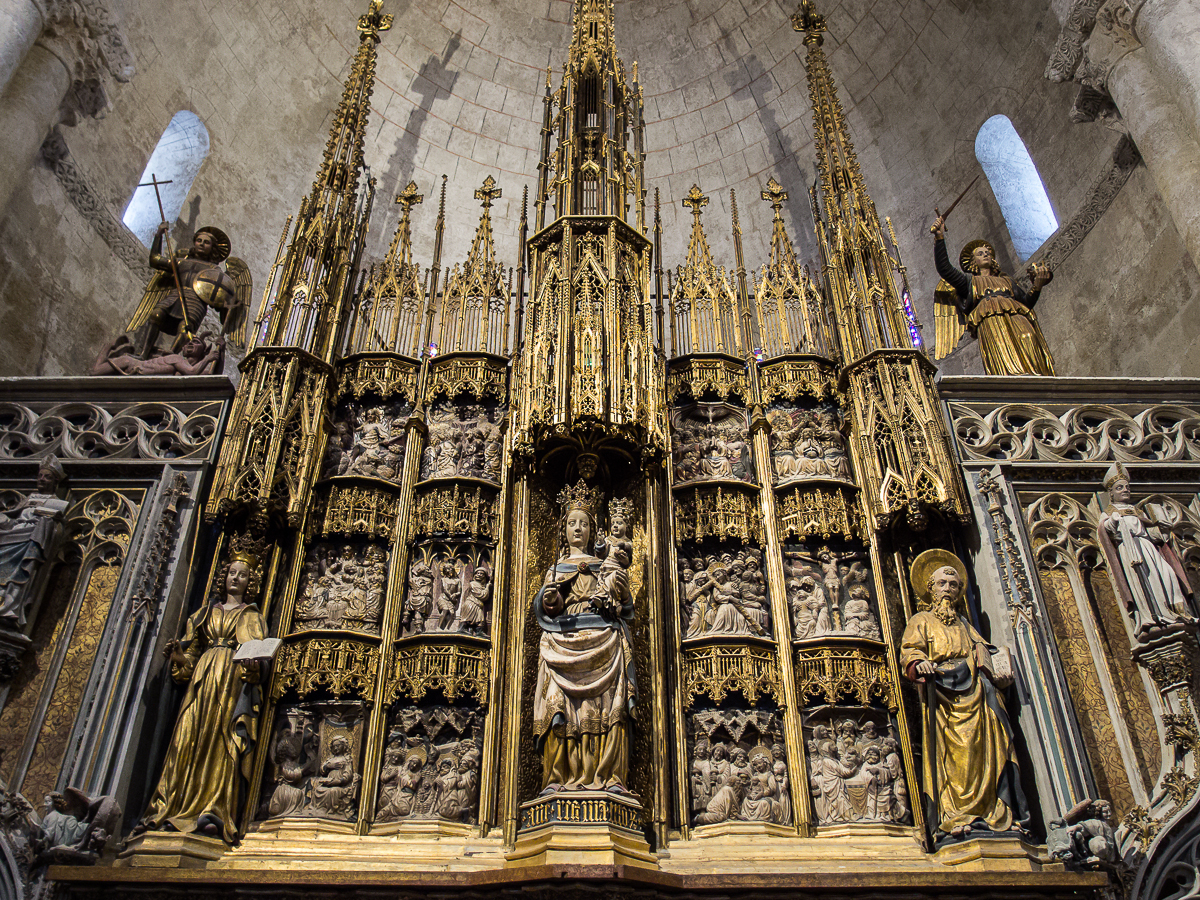
Le retable principal, œuvre gothique en albâtre de Pere Johan, dédié à sainte Thècle, co-patronne de la ville (avec saint Magin (es)).
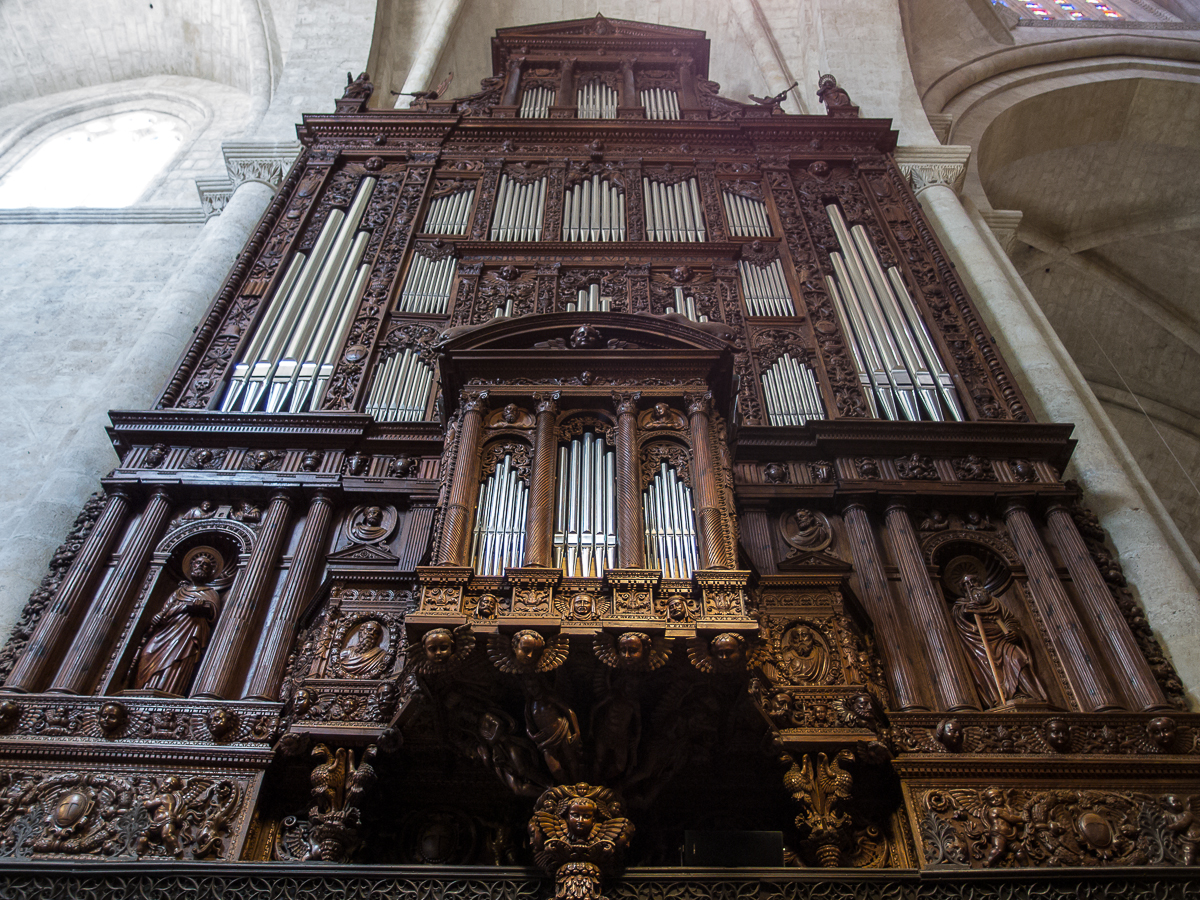
L'orgue.

## Sources
- (es)/(en) Cet article est partiellement ou en totalité issu des articles intitulés en espagnol « Catedral de Santa Tecla de Tarragona » (voir la liste des auteurs) et en anglais « Tarragona Cathedral » (voir la liste des auteurs).